# Латвійська перша партія/Латвійський шлях
Латвійська перша партія/Латвійський шлях (латис. Latvijas Pirmā partija/Latvijas Ceļš, LPP/LC) — латвійська політична партія, заснована 2007 року. Партія утворилася в результаті злиття християнсько-демократичної Латвійської першої партії (латис. Latvijas Pirmā partija, LPP), ліберальної партії Латвійський шлях (латис. Latvijas Ceļš, LC) і регіональних партій «Ми для свого району» (латис. Mēs savam novadam) і «Відземський Союз» (латис. Vidzemes apvienība) в 2007 році.
Партія входить до блоку За кращу Латвію, створеного 12 червня 2010 року.

## Історія
Латвійська перша партія була заснована в 2002 році, коли за ініціативи громадської організації «Духовне відродження Латвії» Шлесерса Айнарса об'єдналися Нова християнська партія і Християнсько-демократичний союз. Латвійська перша партія притримувалась центристської та християнсько-демократичної політики. Установчий з'їзд Латвійської першої партії відбувся 25 травня 2002. Латвійська перша партія задекларувала прихильність до соціально відповідальної ліберальної ринкової економіки.
Партія «Латвійський шлях» спочатку була коаліцією у виборах до Сейму. До неї ввійшли відомі латвійські політики, які представляли у Семі Народний фронт Латвії. 25 вересня 1993 року на основі коаліції було створено політичну партію — Союз «Латвійський шлях». Першим лідером партії став Валдіс Біркавс. 
9 жовтня 2005 було прийнято рішення про створення альянсу, до якого увійшли «Латвійський шлях» і Латвійська перша партія. Альянс брав участь у виборах до Сейму і здобув 10 місць.